# Norma Arrostito
Esther Norma Arrostito (Buenos Aires, 17 de enero de 1940 - 15 de enero de 1978) fue una guerrillera y dirigente política juvenil argentina cuyas ideas tempranas estuvieron cercanas al comunismo, pero luego a principios de la década de 1970, integró el grupo fundador de la organización guerrillera peronista Montoneros.

## Infancia y juventud
Esther Norma Arrostito nació en una familia clase media el 17 de enero de 1940. Su padres eran Osvaldo Luis Arrostito, un plomero de ideas anarquistas y de María del Carmen Rebolini, una ama de casa y creyente cristiana. Tenía una hermana dos años menor, Nora Nélida. Durante su infancia y adolescencia se crio en una casa con jardín en Argerich 2416. Entre 1946 y 1952 cursó sus estudios primarios en la Escuela N°19 del Consejo Escolar N°14 -actualmente Escuela N°3 "Policía Federal Argentina" del Consejo  N°14-. Tras egresar de la primaria, entre 1954 y 1957, Arrostito estudió junto a su hermana en el colegio normal mixto "Estados Unidos", del cual se recibieron con un título de maestra. Tras concluir con su educación media, ambas comenzaron a trabajar en el jardín de infantes privado Arco Iris, ubicado en Barrio Norte; su hermana Nora como Maestra, y ella como secretaria. 
A principios de los años 1960s, ingresaría a la Universidad de Buenos Aires, en principio para estudiar Medicina, pero luego abandonó por falta de interés. En 1964, completaría el ingreso en la Facultad de Ciencias Exactas y Naturales para estudiar el profesorado de ciencias naturales, aunque solo completaría Introducción a la Zoología e Introducción a la Biología. En diciembre de 1964 se casó con Rubén Ricardo Roitvan, con quien luego compartió un período de militancia activa en la Federación Juvenil Comunista de la Argentina, de la cual se fueron alejando gradualmente y en 1965 ambos ingresan al grupo orientado por John William Cooke y Alicia Eguren, Acción Revolucionaria Peronista.
Según cuenta sobre su personalidad Antonia Canizo (amiga íntima y compañera de militancia): "En general era coqueta; le gustaba estar bien vestida; era sencilla pero se arreglaba". Canizo sugiere también que en público Arrostito no era demostrativa de sus sentimientos y que con Abal Medina, su compañero, "era más seca o más tímida" de lo que él lo era con ella, "porque con todo ese tema de la militarización se cortaba mucho la afectividad".

## Activismo y militancia
En 1966 participa junto a Amanda Peralta en acciones de apoyo a obreros portuarios en huelga y es detenida, oportunidad en que conoce en la cárcel al guerrillero Fernando Abal Medina, de quien se enamora y la acerca al cristianismo revolucionario.
En 1967 Norma Arrostito ingresa al Comando Camilo Torres, agrupación política de raíz católica dirigida por el exseminarista Juan García Elorrio, en la que conoce entre otros a Mario Firmenich y Carlos Gustavo Ramus. 
En esa época decide separarse de su esposo para convivir de allí en adelante con el combatiente Abal Medina (siete años menor que ella), hasta la muerte de este último.
En 1967 viajan juntos a Cuba para participar en la primera convocatoria internacional de la Organización Latinoamericana de Solidaridad (OLAS) en La Habana. En 1968 vuelven a dicho país, pero esta vez con el objetivo de recibir entrenamiento específico en la lucha armada revolucionaria. De regreso en Argentina la pareja intenta formar una célula revolucionaria junto a Carlos Alberto Maguid, su esposa Nélida Arrostito de Maguid, Mercedes Arrostito y su esposo, de la cual estos dos últimos se desvinculan a mediados de 1969.
En ese mismo año fueron ampliando el grupo integrado por aproximadamente una docena de activistas militantes peronistas -principalmente provenientes del Comando Camilo Torres-, más unos pocos colaboradores. Participa junto a ellos en algunas acciones armadas y asaltos a dependencias policiales y sucursales bancarias, con el fin de obtener armas, uniformes y dinero para la causa. Se trata de uno de los núcleos iniciales de Montoneros.
Sus apodos (nombre de guerra) dentro de dicha organización eran "Gaby" o "la Gaviota" y también se la conocía como "Irma". A partir de allí participó activamente en una gran cantidad de acciones armadas y de violencia urbana, siendo una de las primeras -y tal vez la más resonante- el secuestro y posterior asesinato en cautiverio del general Pedro Eugenio Aramburu, operativo concretado a fines de mayo de 1970. Cuando son individualizados sus autores, su rostro y datos personales es uno de los que aparecen en un afiche profusamente distribuidos a lo largo y ancho del país pidiendo su captura, en esa época, Arrostito era considerada en la sociedad Argentina como "la mujer guerrillera".
Años más tarde fue publicado un pormenorizado relato en el recordado número de la revista La causa peronista del 3 de septiembre de 1974, cuyo título de tapa era: Mario Firmenich y Norma Arrostito cuentan cómo murió Aramburu
Fue la única integrante femenina en la conducción de Montoneros en sus orígenes, aunque luego de muerto Abal Medina en un enfrentamiento con la Policía de la Provincia de Buenos Aires ocurrido el 7 de septiembre de 1970, comenzó a alejarse gradualmente de la cúpula dirigente debido a discrepancias ideológicas y metodológicas sobre el accionar de la organización armada. Se sobrepuso a la muerte de su compañero, a pesar de haber padecido a partir de allí una creciente soledad y aislamiento emocional. En esta etapa algunos montoneros comenzaron a referirse a ella mencionándola como La Viuda.
El 13 de julio de 1970, la Policía Federal Argentina publicó su pedido de captura, con orden del día N° 154, en la cual se indicaba: "Arrostito Ester Norma (a) Irma C.I. 4.714.723 Argentina, 30 años, casada, maestra, cutis blanco, 1.62 m (sic) de altura, hábil maquilladora y usa peluca, participó del asalto al garaje de la calle Emilio Lamarca robando los vehículos utilizados posteriormente en el secuestro del Teniente General Aramburu, actuando luego de campana al consumarse ese hecho delictuoso. Recibió adiestramiento comunista especial en Cuba".
El 25 de mayo de 1973 se beneficia con la amnistía decretada por el recientemente electo presidente peronista Héctor José Cámpora, y luego es designada por Rodolfo Puiggrós como profesora en el Colegio Nacional de Buenos Aires, en la Escuela Superior de Comercio Carlos Pellegrini, y profesora adjunta en cátedras de la Facultad de Derecho y Ciencias Sociales. En ese mismo año se desempeñó también como jefa de la Secretaría Privada del gobernador de la Provincia de Buenos Aires Oscar Bidegain, cercano a Montoneros, quien se vio obligado a renunciar luego de que el Ejército Revolucionario del Pueblo (ERP) atacara la guarnición militar de Azul.

## Captura y muerte
El 2 de diciembre de 1976, un comando operativo del Ejército Argentino, mediante un falso montaje fraguó un enfrentamiento entre fuerzas legales y una supuesta delincuente subversiva, pretendiendo hacer creer a los propios Montoneros y a la sociedad en general, que Norma Arrostito había sido abatida en el suceso. El comunicado oficial en tal sentido fue el siguiente: 

"El Comando de la Zona 1 informa que como resultado de las operaciones de lucha contra la subversión en desarrollo, fuerzas legales llevaron a cabo una operación el día 2 de diciembre, a las 21 horas, en las calles Manuel Castro y Larrea, de la localidad de Lomas de Zamora. En la oportunidad fue abatida la delincuente subversiva Esther Norma Arrostito de Roitvan, alias Norma (sic), alias Gaby, una de las fundadoras y cabecillas de la banda autodenominada Montoneros."

Todos los medios de prensa de la época dieron gran difusión a esa información transmitida por las Fuerzas Armadas, que años después se comprobó que era falsa. La revista Gente hizo en la ocasión un encendido apoyo al accionar de las Fuerzas Armadas, señalando al final de la nota: "Entre el 24 de marzo y el 6 de diciembre de 1976, fueron muertos 624 guerrilleros. Llegar a esa cifra, a ese umbral de la victoria, no fue fácil. Costó mucha sangre de oficiales, de soldados, de policías. El país no debe olvidarlo". Mientras que la mayoría de los diarios de la época, desde el Buenos Aires Herald -en menor medida-, hasta Clarín, dieron por cierta la muerte de Arrostito en ese enfrentamiento (al parecer, una emboscada), luego de intensa búsqueda debido a la confesa ejecución del expresidente Aramburu.
No obstante, la mujer muerta en aquellas circunstancias había sido otra. Las Fuerzas Armadas regulares pretendieron con esta estrategia por un lado sembrar la certeza de su muerte, y en secreto doblegarla para obtener información valiosa de la primera línea de mando montonera, pues en realidad había sido capturada viva por un grupo comando de la Escuela de Mecánica de la Armada (ESMA), una dependencia militar de la Marina de Guerra en la que el gobierno de facto denominado Proceso de Reorganización Nacional centralizaba sus operaciones de inteligencia, secuestro, maternidad de secuestradas, interrogatorios, torturas y asesinatos contra personas que consideraban vinculadas a organizaciones armadas irregulares, principalmente de Montoneros.
Norma Arrostito permaneció en la ESMA desde enero de 1977 hasta el 15 de enero de 1978. El represor del Grupo de tareas 3.3.2, Antonio Pernías fue uno de los que la secuestró y participó en sus sesiones de tortura.
Según los relatos de exdetenidos que sobrevivieron, allí fue salvajemente torturada, desfigurado su rostro a golpes, y continuamente exhibida (dada su jerarquía de fundadora de la organización Montoneros) como trofeo de guerra ante las otras fuerzas armadas, y también ante los demás detenidos con el fin de impactar psicológicamente en el enemigo. 
En el libro "Recuerdo de la muerte", el escritor Miguel Bonasso narra el instante en que el militante montonero "chupado" en la Escuela de Mecánica Jaime Dri ve con vida a Arrostito. 

" El `Pelado' nunca la había conocido personalmente, pero notó inmediatamente un contraste en esa figura espectral que todos observaban. Un contraste que provocaba un malestar soterrado. Si el examen empezaba por la cabeza, se notaba que iba bien peinada y arreglada, que su vestido gris estaba limpio y planchado, como el de los detenidos libres. Si la mirada bajaba hasta los pies descubría la causa del lento caminar: como los galeotes de Capucha, tenía los tobillos aherrojados por grilletes".

Graciela Daleo confirma:

"Ella estaba con grilletes. Los guardias la llevaban y la traían del baño. Tenía autorización de que algunas horas por la tarde podía estar en la pecera, donde teóricamente no tenía que hablar con el resto de los prisioneros. Era clara la intención de mantenerla alejada, así como la tenían recluida en su camarote en uno de los extremos de la capucha, en el tercer piso del campo de concentración. Ella si bien mantuvo contacto con el resto de los compañeros, los represores buscaron tenerla en un grado de aislamiento mayor que el que tuvieron otros prisioneros que efectivamente habían sido seleccionados para el proceso de recuperación".

Elisa Tokar también recuerda que no había un trato cotidiano con Norma, no la veía con frecuencia:

"En las esperas de los baños y ella me preguntaba cómo estaba yo. Me acuerdo que una vez yo salía de la pieza de las embarazadas, tratando de que no me viera nadie y justo me tropiezo con ella, que salía del baño con la capucha medio levantada y me preguntó cómo estaban las compañeras."

Tokar relata cuando los represores le plantearon realizar trabajos como mano de obra esclava, tareas que no implicaban ningún tipo de colaboración con sus captores sino que iban dando algunas pocas garantías de supervivencia: 

"A mi me preguntaron y en eso Gaby, que circulaba por ahí, escuchó y me dijo: 'Vos sos una perejila, decí que escribís a máquina'. Escuchar esas palabras en el cautiverio, era - sin duda- corroborar que la resistencia seguía dentro de la ESMA. Para mí Gaby era todo un símbolo. No era una compañera de militancia, era un símbolo de mi militancia".

En dichas circunstancias intentó sin éxito suicidarse en al menos dos oportunidades. Según testimonios de algunos compañeros de cautiverio quienes más tarde pudieron salvar sus vidas, fue finalmente asesinada por sus mismos captores el 15 de enero de 1978 luego de más de un año de detención y torturas.
Susana Ramus fue una testigo privilegiada de los hechos. Ella había podido hablar dos o tres veces con "Gaby", cuando las guardias más permisivas la dejaban acercarse al "camarote". 
Según ella misma narra, Ramus estaba en el salón dorado actualizando unas fichas cuando entró Jorge "Tigre" Acosta, alborotado: "Qué le pasa a Arrostito que está mal. Se muere. ¿Por qué no la acompañás, Jorgelina?", gritaba.
Ramus relata los últimos momentos de Gaby: 

"La traen, como agonizando, y a mí me ponen en la parte de atrás de una camioneta junto con ella. Estaba consciente pero más o menos. Me agarraba la mano, como que sabía todo lo que estaba pasando. No me dijo: `Me mataron', ni nada".

Ramus cuenta que cuando llegaron al Hospital Naval, bajaron a Arrostito y le golpearon el corazón, como si intentaran resucitarla. Susana Ramus ya no pudo observar más porque la llevaron nuevamente a la ESMA. 
Sin embargo, Ramus afirma que el "Tigre" Acosta luego le dijo:

"Al rato me llama y me dice: 'Vos sabés que Arrostito no quería colaborar. Hubo que hacer esto'".

Por su parte, Graciela Daleo también fue testigo de la actuación del "Tigre" Acosta :

"Yo recuerdo que estábamos en la pecera absolutamente anonadados porque ya sabíamos lo que había pasado y entra el "Tigre" y se manda para la oficina del fondo preguntando qué había pasado con Gaby".

Otras versiones afirman que le fue aplicada una inyección de pentotal y luego fue arrojada al vacío en un vuelo de la muerte, metodología que consistía en cargar en aviones militares a contingentes de detenidos (vivos, anestesiados o muertos), y dejarlos caer sobre el Río de la Plata o la costa atlántica de la provincia de Buenos Aires.
En sus últimos meses en la ESMA, siempre según comentarios de ex secuestrados, Arrostito manifestaba un misticismo católico y que leía y memorizaba versos del Romancero gitano de Federico García Lorca.  Asimismo algunas versiones no confirmadas afirman que se habría volcado al estudio y práctica del Tarot, tal vez como recurso extremo para demorar su propia muerte mediante continuas profecías y adivinaciones que solían pedirle sus verdugos. 
Existen versiones contradictorias respecto a su actitud frente a sus captores. Estos han profusamente afirmado que Arrostito colaboró ampliamente con ellos en el señalamiento y ayuda para perseguir y secuestrar a otros dirigentes y cuadros montoneros.  En cambio, excompañeros de detención y otros ocasionales testigos durante el período de cautiverio aseguran que siempre mantuvo una conducta intransigente de total y absoluto desprecio hacia el régimen militar que la mantenía detenida. Dice Miguel Bonasso de ella: " se mantuvo digna y heroica durante todo su cautiverio". Ni con las peores sesiones de tortura fue posible quebrantarla para lograr extraerle información vital. Afirman que una frase característica suya, muy recordada y ratificada por varios compañeros de detención era: "¡Yo no colaboro ni me rindo!".
Su cuerpo no ha sido encontrado.